# Église Saint-Pierre-aux-Liens d'Ardengost
L'église Saint-Pierre-aux-Liens d'Ardengost est une église catholique située à Ardengost, dans le département français des Hautes-Pyrénées en France.

## Localisation
L'église Saint-Pierre-aux-Liens accolée au presbytère et entourée du cimetière, forme un groupe ecclésial qui domine le village.

## Historique
L'église actuelle date du milieu du XVIIe siècle, date à laquelle la nef fut reconstruite par les maîtres-maçons Labarthe de Sarrancolin. L'édifice a, par la suite, fait l'objet de ré-aménagements au cours des siècles suivants. Les derniers travaux de restauration de la nef ont été réalisés en 1996.

Accolé a la façade ouest de l'église, le presbytère est prolongé par une grange aménagée, des travaux de restauration furent réalisés dans le presbytère à la fin du XIXe siècle.

## Architecture
Le clocher, de plan carré est adossé au chœur de l'église sur sa face est. La face ouest du clocher est marquée par l'absence d'enduit laissant apparents les blocs de schiste locaux.
La porte d'entrée, côté sud, date du milieu XVIIIe siècle. Son encadrement est constitué de marbre blanc et noir. L'ensemble est protégé par un auvent en appentis couvert d'ardoise et soutenu par deux piliers en bois.
Un retable architecturé en bois peint  et doré ainsi qu'un  d'un tabernacle du XVIIIe siècle situé derrière le maître autel. Le retable intègre dans sa structure deux portes latérales qui mènent à la sacristie.L'église abrite par ailleurs une statue d'une Vierge à l'Enfant du XVIIIe siècle.

## Galerie de photos

Sélection de vues diverses
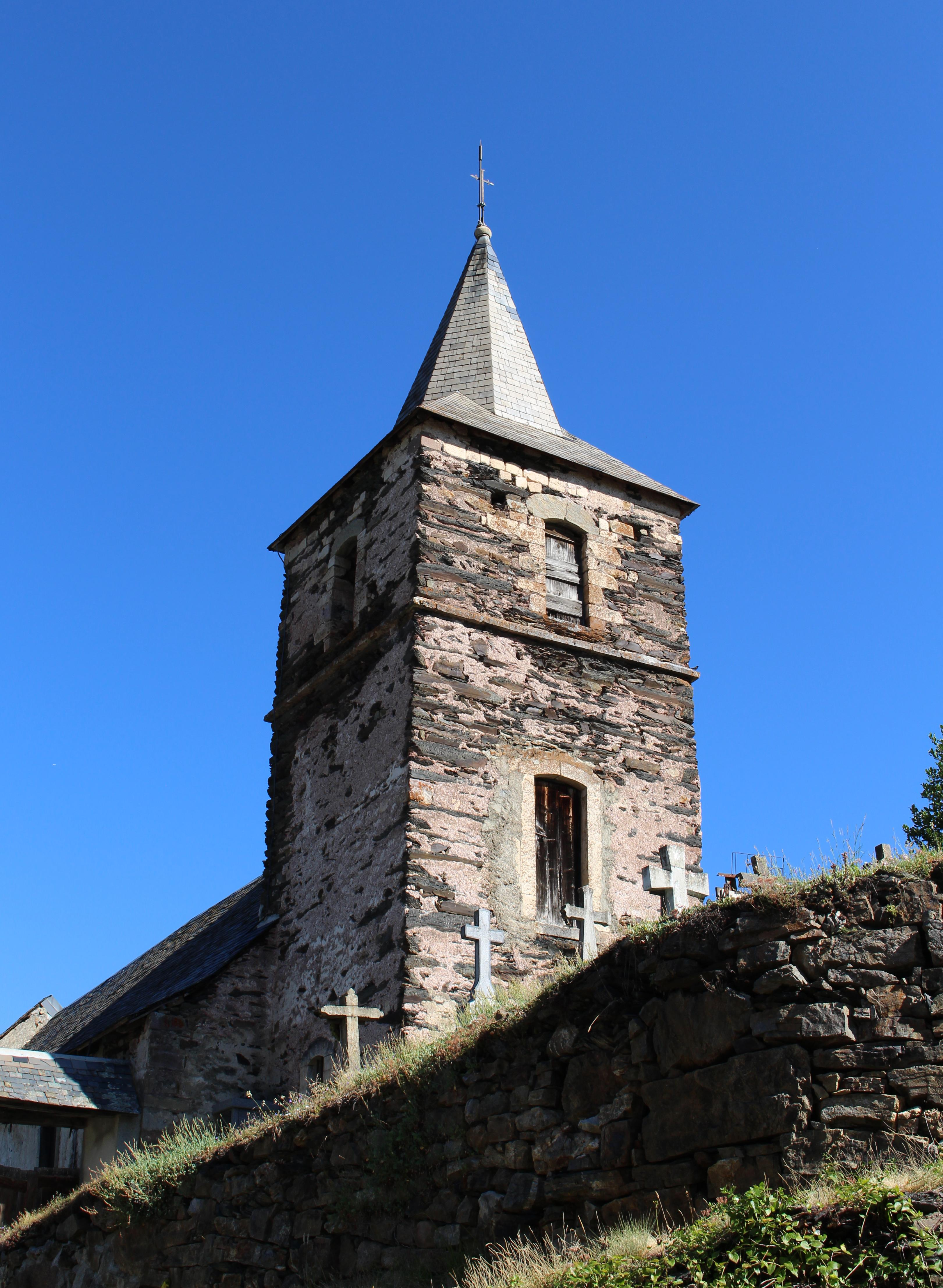
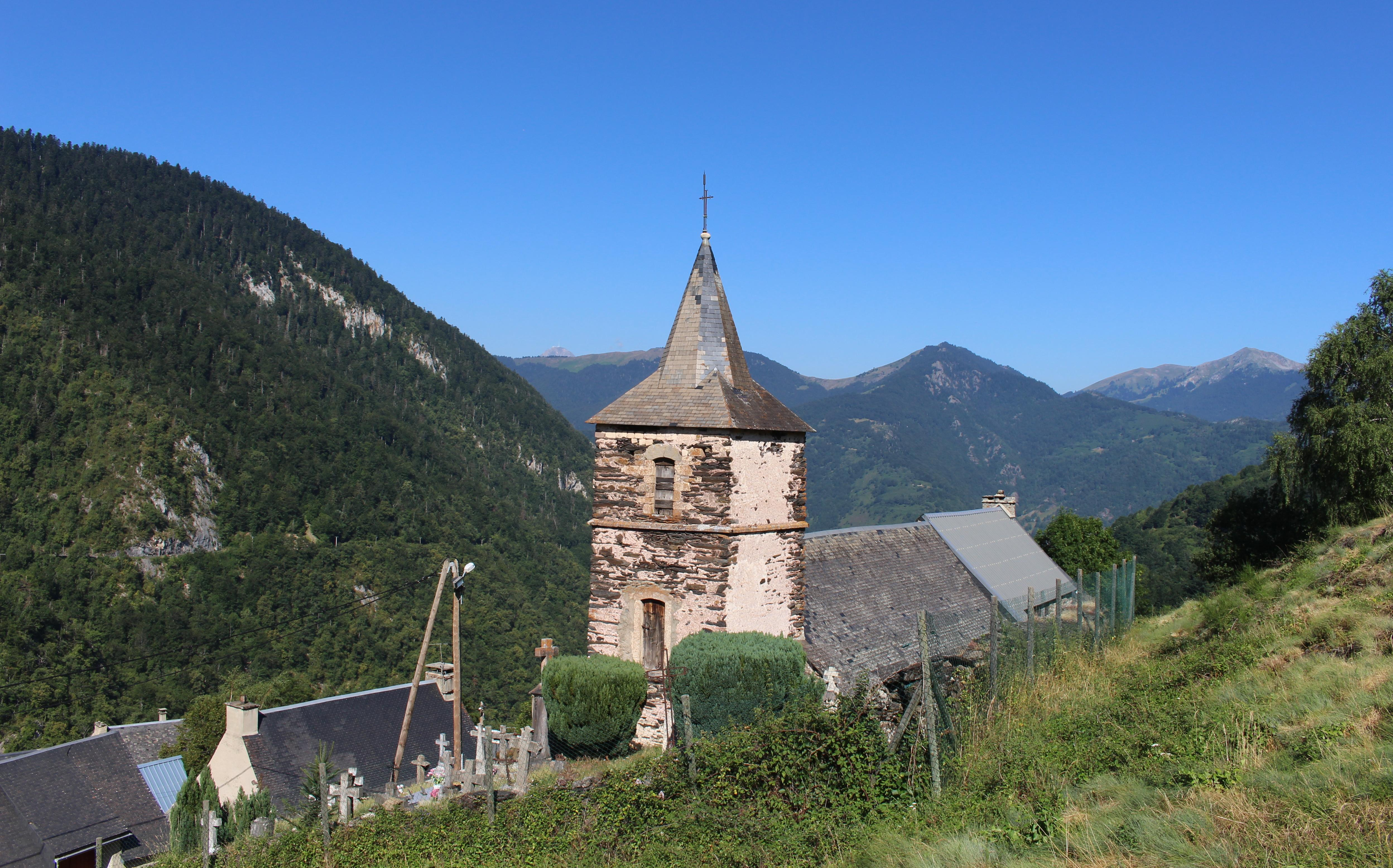
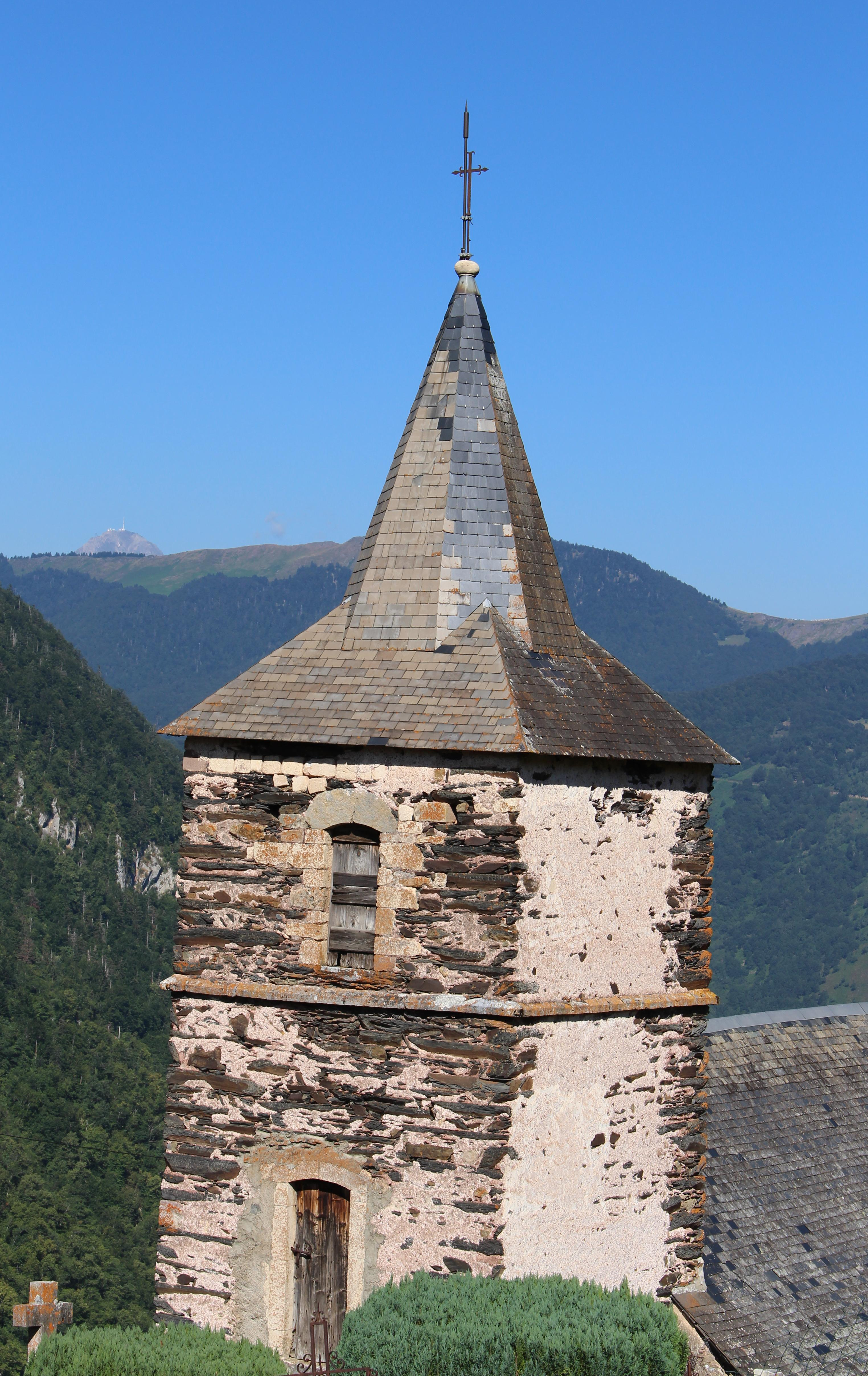